# Армен Джигарханян
Армен Борисович Джигарханян (на арменски: Արմեն Բորիսի Ջիգարխանյան; на руски: Армен Борисович Джигарханян) е съветски, арменски и руски театрален и киноактьор, театрален режисьор и театрален педагог. През 1985 г. е удостоен със званието Народен артист на СССР. Той е един от основателите, президент и художествен ръководител на Московския драматичен театър от 1996 г..

## Биография
Роден е на 3 октомври 1935 г. в Ереван, Арменска ССР. Произхожда от стар род тифлиски арменци.
Когато е само на един месец, баща му Борис напуска семейството си и той за първи път го вижда чак като възрастен. Той е възпитан от своя втори баща, с когото е в добри отношения. Израства в рускоезична среда, учи в руско училище и получава основни познания за арменската и руската култура с еднакво усърдие. Майка му, Елена Василиевна, е голям почитател на театъра и операта и не пропуска нито една театрална постановка или оперен спектакъл.
Като ученик е очарован от театъра и киното, а след като завършва училище през 1952 г., отива в Москва и се опитва да влезе в ГИТИС, но не успява. Връщайки се в Ереван, получава работа във филмовото студио „Арменфилм“ като асистент оператор.
През 1954 г. постъпва в Института за изкуство и театър в Ереван, в курса на режисьора В. Аджемян, ръководител на театър „Г. Сундукян“. Но курсът е прекалено голям и Армен се премества в курса на А. Гулакиан, който завършва през 1958 г.
Дебютира през януари 1955 г. в постановката на В. Гусев „Иван Рибаков“ на Ереванския руски драматичен театър „К. Станиславски“. В трупата на този театър, където актьорът работи повече от десет години, той е поканен като студент втори курс.
През 1967 г. А. Ефрос кани актьора в Московския театър „Ленински комсомол“.
През 1969 г. А. Джигарханян започва да играе в театър Маяковски в Москва. На сцената на театъра играе в ролята на Стенли Ковалски в "Трамвай „Желание““, Голямото Па в „Котка върху горещ ламаринен покрив“, Сократ в „Разговори със Сократ“ от Е. Радзински, генерал Хлудов в „Бяг“ от Михаил Булгаков.
През септември 1996 г. напуска театъра, но продължава да играе на редица театрални сцени.
През 1960 г. актьорът дебютира в киното, а известност му носи една от най-добрите негови кинороли – на младия учен-физик Артьом Манвелян от филма „Здравствуй, это я!“. Следват нови роли, демонстриращи широкия актьорски диапазон, психологическата достоверност и майсторство при превъплъщенията. Своя пробив към международна звезда той прави през 1981 г. в телевизионния филм „Техеран 43“, където играе ролята на убиец от 1943 г., който публикува своите спомени през 1980 г. Партнират му френската актриса Клод Жад в ролята на негова любовница и немският актьор Курд Юргенс в качеството на негов адвокат.
Армен Джигарханян става един от най-сниманите актьори – има над 250 роли в кино- и телевизионни филми, и мнозина смятат, че е най-сниманият съветски и руски актьор (всъщност най-снимана е актрисата Любов Соколова, изиграла 389 роли в киното). Джигарханян играе разнопланови роли в филми на най-добрите съветски и руски режисьори, от различни жанрове, в комедийни и приключенски филми, в драми и музикални филми. Много работи в дублажа, озвучава мултипликационни филми. За последните си роли в киното, често епизодични, казва, че е „понижил изискванията“ и че „парите са добри“.

## Отличия и награди
- Заслужил артист на Арменската ССР (1966)
- Народен артист на РСФСР (1973)
- Народен артист на Арменската ССР (1977)[4]
- Народен артист на СССР (1985)
- Държавна премия на Арменската ССР (1975) – за участие във филма „Треугольник“
- Държавна премия на Арменската ССР (1979) – за участие във филма „Снег в трауре“
- Орден „За заслуги пред Отечеството“ II степен (2010) – „за изключителения му принос за развитието на театралното изкуство и за многогодишната му плодотворна творческа дейност“[5]
- Орден „За заслуги пред Отечеството“ III степен (1995) – „за големият му принос за развитието на театралното изкуство и за дългогодишна плодотворна творческа дейност“[6]
- Орден „За заслуги пред Отечеството“ IV степен (2005) – „за големия му принос за развитието на театралното изкуство и за многогодишна творческа дейност“[7]
- Благодарност от Президента на Руската федерация (2002) – „за големия му принос за развитието на театралното изкуство“[8]
- Орден на честта, Армения (2010)[9]
- Юбилеен медал „10 години Астана“, Казахстан (2008)[10]
- Отличителен знак „За безупречна служба на град Москва“ XXX години (2005) – за многогодишна плодотворна дейност за доброто на град Москва и нейните жители[11]
- Награда на публиката за филма „Когато настъпи септември“ на кинофестивала за авторско кино в Белград, Югославия (1977)
- Специална награда на журито за филма „Одинокая орешина“ на Всесъюзния кинофестивал (1987)
- Награда на кметство Москва в областта на литературата и изкускуството за участие в постановката „Жертва века“ (1994)
- Награда „Златен овен“ (1995) – „за творческото сливане на любов към живота и мъдростта“
- Международна награда „Станиславски“ от Международния фонд К. С. Станиславски (2000) за ролята на Доменико в постановката „Град на милионери“ в номинацията „за най-добра мъжка роля“[12]
- Театралната награда „Златна маска“ (2001) – специална награда на журито за драматичен и куклен театър, съвместно с И. Чуриковой в постановката „Град на милионери“, Москва
- Награда „Златен орел“ (2008) – в номинация за „най-добра поддържаща мъжка роля“ във филма „Изчезналата империя“
- Награда на Федерацията на еврейската общност в Русия „Човек на годината“ (2008)[13]
- Наградата „Жива легенда на руското кино“ на кинофестивала „Виват кино России!“ в Санкт Петербург (2008)
- Награда на Министерство на вътрешните работи на Руската федерация
- Царскоселска художествена награда (2011) – „за оригинален актьорски почерк и уникална игра в театъра и киното“[14][15]
- Театрална награда „Златна маска“ (2015) – номинация „За изключителен принос за развитието на театралното изкуство“
- Орден „Рубинен кръст на славата“ (2008) от Фондацията с нестопанска цел „Слава на отечеството“[16])
- Орден „MECENAT“ (Международен благотворителен фонд)[17]
- Висша руска обществена награда – орден „За труд и Отечество“[18]
- Почетен знак „Самарски кръст“ (2013)[19]
- Почетен гражданин на Ереван (2001)